# Soliedra
Soliedra ist ein Ort und eine aus zwei Weilern (pedanías) bestehende Gemeinde (municipio) mit nur noch 33 Einwohnern (Stand: 2024) im Osten der spanischen Provinz Soria in der Autonomen Gemeinschaft Kastilien-León. Der Ort gehört zur bevölkerungsarmen Serranía Celtibérica

## Lage und Klima
Der Ort Soliedra liegt auf einer Anhöhe im Osten der Provinz Soria in einer Höhe von ca. 1100 m. Die Entfernung zur nördlich gelegenen Provinzhauptstadt Soria beträgt ca. 55 km (Fahrtstrecke); die Kleinstadt Almazán liegt nur etwa 18 km westlich. Das Klima ist wegen der Höhenlage eher gemäßigt; Regen (ca. 490 mm/Jahr) fällt hauptsächlich im Winterhalbjahr.

## Bevölkerungsentwicklung
| Jahr      | 1857 | 1900 | 1950 | 2000 | 2019 |
| Einwohner | 165  | 180  | 180  | 40   | 32   |

Die zunehmende Mechanisierung der Landwirtschaft sowie die Aufgabe von bäuerlichen Kleinbetrieben („Höfesterben“) und der daraus resultierende Verlust an Arbeitsplätzen haben in hohem Maße zu dem deutlichen Bevölkerungsrückgang seit der Mitte des 20. Jahrhunderts beigetragen (Landflucht). Zur Gemeinde gehört auch der noch etwa 15 Einwohner zählende Weiler Borchicayada.

## Wirtschaft
Die überwiegend zum Zweck der Selbstversorgung betriebene Landwirtschaft bildet noch heute die Lebensgrundlage der Bevölkerung. Heute spielt der Tourismus in Form der Vermietung von Ferienwohnungen (casas rurales) eine nicht unbedeutende Rolle für die Einnahmen des Ortes.

## Geschichte

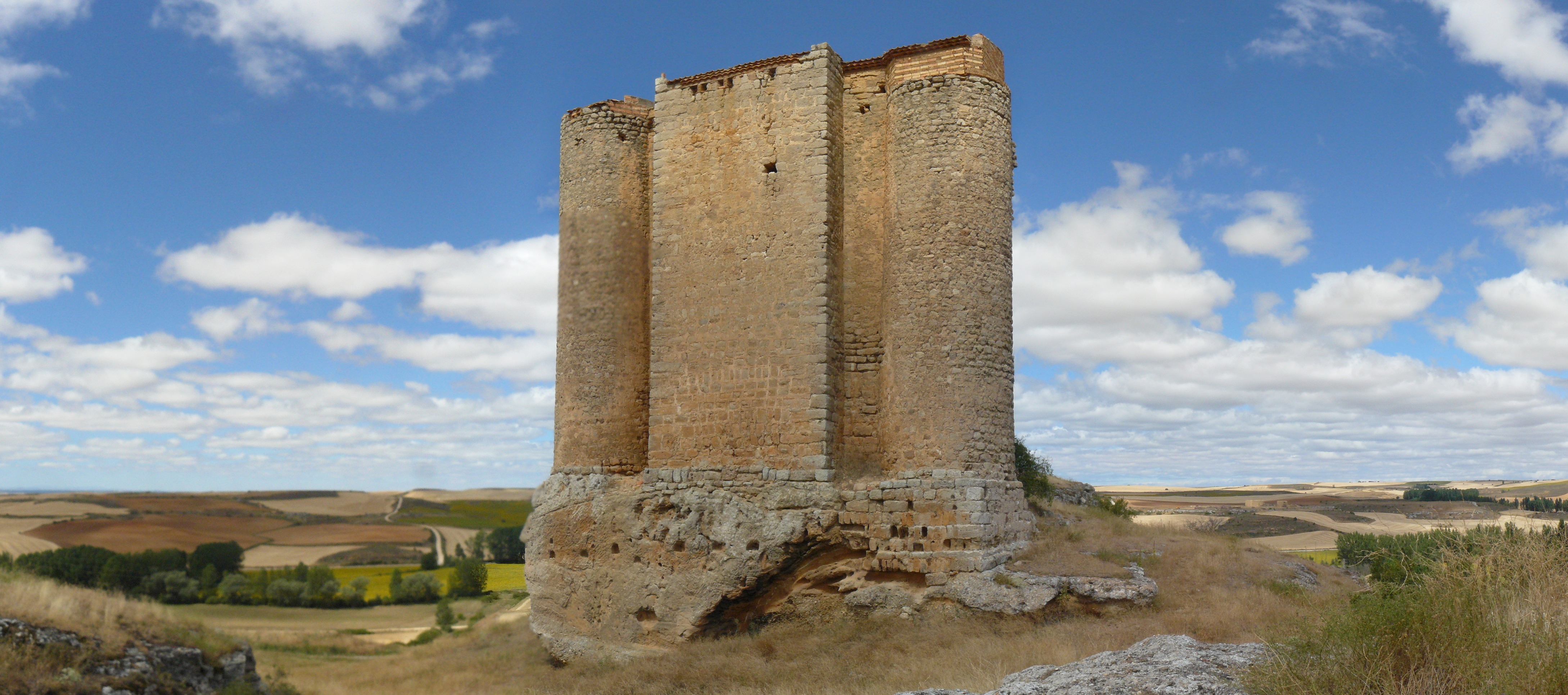
Soliedra – Castillo

Keltische, römische, westgotische und selbst maurische Spuren fehlen. Wahrscheinlich geht die Gründung des Ortes auf den Bau einer Burg (castillo) in kalifaler Zeit oder im 12./13. Jahrhundert zurück. Bis zum Friedensvertrag von Almazán (1375) zwischen Peter IV. von Aragon und Heinrich II. von Kastilien blieb die territoriale Zugehörigkeit des Ortes umstritten. Bei der Aufteilung Spaniens in Provinzen im Jahr 1833 wurde die Zugehörigkeit zu Altkastilien bestätigt.

## Sehenswürdigkeiten
- Von der ehemaligen Burg ist nur noch eine hoch aufragende Wand des Bergfrieds (torre del homenaje) erhalten.[3]
- Unweit davon steht die ursprünglich romanische, später jedoch stark veränderte Kirche Nuestra Señora de la Asunción. Über dem Portal befindet sich das Wappen des Hauses Mendoza.[4]
- Im Tal quert eine mittelalterliche Steinbrücke einen der vielen Bäche (arroyos).